# Наумець Дмитро Андрійович
Наумець Дмитро Андрійович (27 червня 1992, Новоград-Волинський, Україна) — актор Незалежного театру «Gershom», поет, організатор літературних вечорів.

## Біографія
Народився 27 червня 1992 року у м. Новоград-Волинський, Житомирської області. З вересня 1999 року до липня 2007 року начався у Новоград-Волинській загальноосвітній школі № 9, де отримав атестат про середню освіту. У липні 2007 року вступив до Новоград-Волинського промислово-економічного технікуму на електро-технічне відділення. З 2011 р. до 2012 р. — Національний технічний університет України «Київський політехнічний інститут», спеціальність «Електромеханічні системи автоматизації та електропривод».
З жовтня 2012 р. по червень 2012 р. — студієць при театрі-студії «Дивний Замок» м. Київ.
2012—2017 рр. — студент Львівського національного університету імені Івана Франка, спеціальність «Актор театру та кіно» (курс Олега Стефана).
З 2016 по 2021 рр. працював штатним актором у Львівському академічному драматичному театрі імені Лесі Українки.
Наразі є учителем Акторської майстерності.

## Акторські роботи в театрі
Львівський академічний драматичний театр імені Лесі Українки
- 2015 — Кобзар, «Великий льох» (реж. Євген Худзик)
- 2015 — День перший, оповідка перша — День третій, оповідка десята — День четвертий, оповідка дев'ята — День сьомий, оповідка друга — День дев'ятий, оповідка шоста, «Декамерон» (реж. Євген Худзик)
- 2016 — Йосип, «Віл та осел при яслах» (реж. Євген Чистоклєтов)
- 2016 — Месія, Старий, Преторіанець, Слуга, сторітелінг «Одержима» (реж. Павло Ар'є)
- 2016 — Людина в підвішеному стані, Соль, «Людина в підвішеному стані» (реж. Ігор Білиць)
- 2017 — Андрій Васильович Чумаченко, Солдат, «Слава героям» (реж. з.д.м. України Олексій Кравчук)
- 2017 — Король, Кінь, сімейний мюзикл «Зачарована принцеса» (реж. Олена Сєрова-Бондар)
- 2017 — Крицький, вистава-дослідження за мотивами драми «Блакитна троянда» Лесі Українки «Любов)» (реж. Артем Вусик)
- 2017 — Тінь Грегора, пластична вистава «Перетворення» (реж. Артем Вусик)
- 2017 — Мерея, Сенект, пауза між нотами за п'єсою Альбера Камю «Калігула» (реж. з.д.м. України Олексій Кравчук)
- 2017 — Марлі, старий Джо, чоловік племінниці, вистава для всієї родини «Різдвяна історія» (реж. Олена Апчел)
- 2018 — Ведмедик, алегорична комедія, «боженька» (режисер — Ігор Білиць)

## Участь у фестивалях та проектах
- 2013 — сценічне читання п'єси «Веселкова трибуна» Павла Демірського в рамках IV Фестивалю сучасної драматургії «Драма.UA» (реж. Павел Юров)
- 2013 — документальна вистава про сучасну систему освіти в Україні «Диплом» (реж. Сашко Брама)
- 2013 — сценічний перформенс «iDream» за мотивами реальної історії музиканта FreddyMarxStreet (реж. Сашко Брама; проект здійснено в рамках існування драматургічно-режисерської лабораторії «Діалог» при театрі імені Леся Курбаса)
- 2013 — сценічне читання п'єси «Прощальна вечірка» Романа Горбика в рамках IV Фестивалю сучасної драматургії «Драма.UA»
- 2013 — участь у Фестивалі театрального мистецтва «Мрій-дім» (Прилуки, Україна)
- 2014 — сценічне читання п'єси «Дощ у Нойкельні» Пауля Бродовскі в рамках 21-го Форуму видавців у Львові (реж. Олег Онещак)
- 2014 — участь у Фестивалі театрального мистецтва «Мрій-дім» (Прилуки, Україна)
- 2014 — сценічне читання «Майстер і Маргарита» (спільний польсько-український театральний проект за участі Studio Teatralne Koło та Львівського академічного театру імені Леся Курбаса)
- 2015 — участь у Фестивалі театрального мистецтва «Мрій-дім» (Прилуки, Україна)
- 2015 — Літературник в рамках 22-го Форуму видавців у Львові
- 2015 — організатор театральної майстерні «СонЦеПоклонники» (м. Новоград-Волинський)
- 2015 — до сьогодні — викладає акторську майстерність у «Шкільному театрі» УКУ
- 2016 — Вертеп та вистава «Сніг у Флоренції» (Флоренція, Італія)
- 2016 — пластична феєрія «Бібліа» в рамках міжнародного фестивалю «Різдвяні лялькові історії» у Львові (реж. Євген Худзик)
- 2016 — алегорія про глобальну міграцію «Гершом: чужинець на чужині» в рамках проекту «Театральний Цех» (реж. Сет Баумрін)